# Pitkovice
Pitkovice (en allemand : Pitkowitz) est un quartier pragois situé dans le sud de la capitale tchèque, appartenant à l'arrondissement de Prague 22, d'une superficie de 239,7 hectares est un quartier de Prague. En 2018, la population était de 1 923 habitants.